# Эпилог (фильм)
«Эпилог» (англ. Wit, буквально — «Остроумие») — телефильм режиссёра Майка Николса, вышедший на экраны в 2001 году. Экранизация одноимённой пьесы Маргарет Эдсон.

## Сюжет
48-летней профессору английской литературы Вивиан Биринг ставят неутешительный диагноз — четвёртая стадия рака яичников. Доктор Келекян предлагает экспериментальное лечение, предполагающее ударные дозы химиотерапии. Героиня, ломая четвёртую стену, рассказывает о своих ощущениях от каждого этапа лечения, делится со зрителями воспоминаниями о начале своей академической карьеры и о своём опыте преподавателя, высказывает сожаления о каких-то неудачах в своём прошлом. Постепенно она осознаёт, что надежды на выздоровление практически нет, а врачи заинтересованы скорее в публикации по итогам лечения научной работы. Единственной, кто проявляет к Вивиан человеческое сочувствие, становится медсестра, которая остаётся с ней до последних минут жизни.

## В ролях
- Эмма Томпсон — Вивиан Биринг
- Кристофер Ллойд — доктор Харви Келекян
- Айлин Эткинс — доктор Эвелин Эшфорд, наставница Вивиан
- Одра Макдональд — Сьюзи Монахан, медсестра
- Джонатан Вудвард — доктор Джейсон Познер
- Гарольд Пинтер — отец Вивиан

## Награды и номинации
- 2001 — специальный приз экуменического жюри на Берлинском кинофестивале.
- 2001 — приз за лучшую женскую роль (Эмма Томпсон) на Вальядолидском кинофестивале.
- 2001 — три прайм-таймовые премии «Эмми»: лучший телефильм, лучшая режиссура мини-сериала или телефильма (Майк Николс), лучший монтаж для мини-сериала или телефильма (Джон Блум). Кроме того, лента получила 4 номинации: лучший сценарий мини-сериала или телефильма (Эмма Томпсон, Майк Николс), лучшая актриса в мини-сериале или телефильме (Эмма Томпсон), лучшая актриса второго плана в мини-сериале или телефильме (Одра Макдональд), лучший кастинг для мини-сериала или телефильма (Эллен Льюис, Джульет Тейлор).
- 2001 — премия Национального совета кинокритиков США за лучший фильм для кабельного телевидения.
- 2001 — номинация на премию Ассоциации телевизионных критиков за лучший телефильм или мини-сериал.
- 2002 — Премия Святого Христофора за лучшую телевизионную программу.
- 2002 — премия Пибоди.
- 2002 — две номинации на премию «Золотой глобус» за лучший мини-сериал или телефильм и за лучшую женскую роль в мини-сериале или телефильме (Эмма Томпсон).
- 2002 — номинация на премию Гильдии киноактёров США за лучшую женскую роль в мини-сериале или телефильме (Эмма Томпсон).
- 2002 — номинация на премию «Выбор критиков» за лучшую женскую роль в телефильме (Эмма Томпсон).
- 2002 — две номинации на премию «Спутник» за лучший телефильм и за лучшую женскую роль в мини-сериале или телефильме (Эмма Томпсон).